# Paraxiphidium versicolor
Paraxiphidium versicolor är en insektsart som beskrevs av Ludwig Redtenbacher 1891. Paraxiphidium versicolor ingår i släktet Paraxiphidium och familjen vårtbitare. Inga underarter finns listade i Catalogue of Life.